# Englische Badmintonmeisterschaft 1983
Die Englische Badmintonmeisterschaft 1983 fand bereits vom 10. bis zum 12. Dezember 1982  im Coventry S.C. in Coventry statt. Es war die 20. Austragung der nationalen Titelkämpfe von England im Badminton.

## Titelträger
| Disziplin    | Gold                        | Silber                      |
| ------------ | --------------------------- | --------------------------- |
| Herreneinzel | Kevin Jolly                 | Dipak Tailor                |
| Dameneinzel  | Karen Beckman               | Jane Webster                |
| Herrendoppel | Martin Dew Mike Tredgett    | Mark Elliott Donald Burden  |
| Damendoppel  | Nora Perry Jane Webster     | Fiona Elliott Jill Pringle  |
| Mixed        | Mike Tredgett Gillian Clark | Duncan Bridge Karen Beckman |

## Finalresultate
| Disziplin    | Sieger                      | Finalist                    | Ergebnis    |
| ------------ | --------------------------- | --------------------------- | ----------- |
| Herreneinzel | Kevin Jolly                 | Dipak Tailor                | 15-2, 15-11 |
| Dameneinzel  | Karen Beckman               | Jane Webster                | 11-6, 11-5  |
| Herrendoppel | Martin Dew Mike Tredgett    | Mark Elliott Donald Burden  | 15-3, 15-6  |
| Damendoppel  | Jane Webster Nora Perry     | Fiona Elliott Jill Pringle  | 15-6, 15-6  |
| Mixed        | Mike Tredgett Gillian Clark | Duncan Bridge Karen Beckman |             |